# Sungai Tembeling
Der Tembeling (malaiisch Sungai Tembeling, manchmal auch Tembiling) ist ein Fluss auf der malaiischen Halbinsel im Bundesstaat Pahang in Malaysia.

## Geografie
Der Fluss entspringt im Besar-Gebirge nahe der Grenze zum Bundesstaat Terengganu. Sein kompletter Verlauf befindet sich im Distrikt Jerantut. Er durchfließt den Nationalpark  Taman Negara, dessen Grenze er zum Teil bildet.